# El Jarrub
El Jarrub (en árabe: الخروب‎, en lenguas bereberes: ⵍⵅⵕⵕⵓⴱ, en francés: Al Kharroub) es un municipio marroquí en la región de Tánger-Tetuán-Alhucemas. Desde 1912 hasta 1956 perteneció a la zona norte del Protectorado español de Marruecos.